# The New Brunswick Magazine

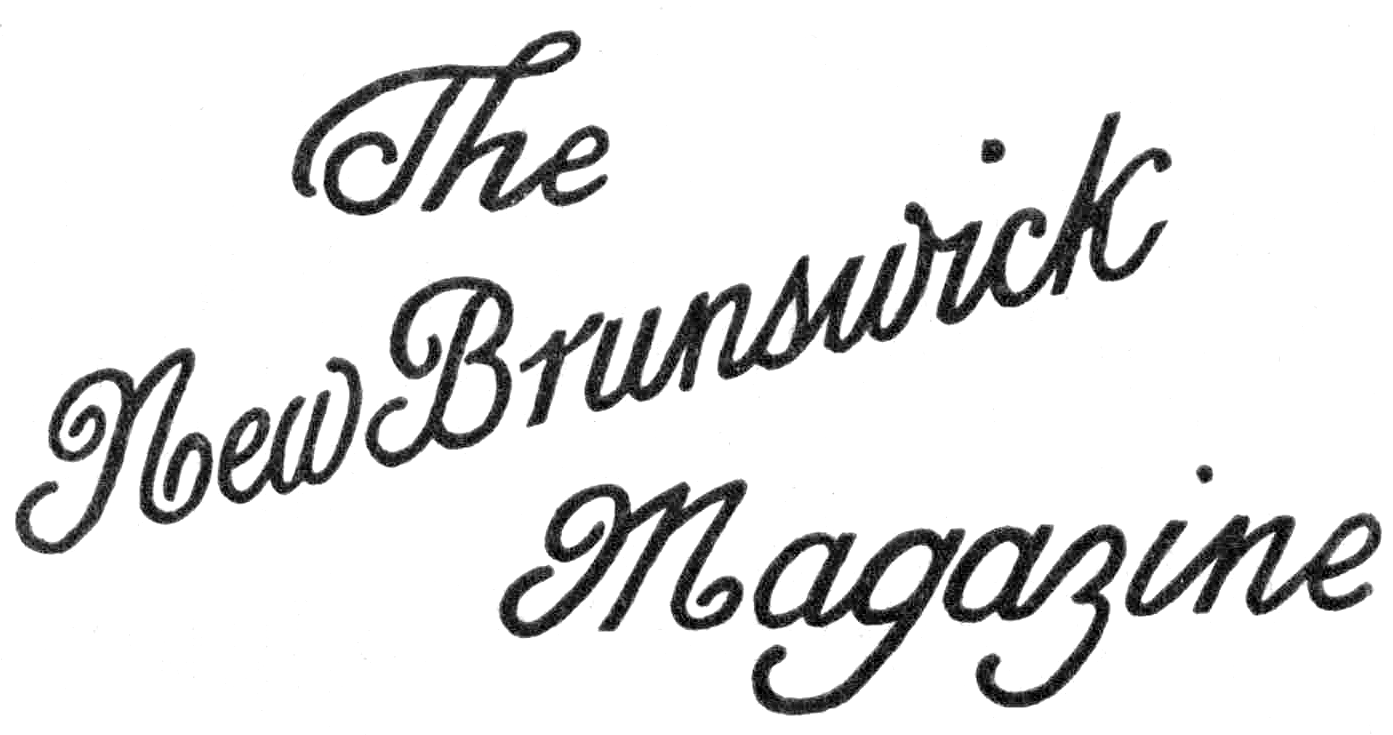

The New Brunswick Magazine – kanadyjskie anglojęzyczne czasopismo regionalne wydawane w Saint John, w Nowym Brunszwiku w latach 1898–1905 (z przerwami), koncentrujące się na sprawach historii i polityki w tej prowincji i sąsiedniej Nowej Szkocji. W początkowym okresie (od lipca 1898 do grudnia 1899) wydawane przy wsparciu New Brunswick Historical Society i redagowane najpierw przez dziennikarza Williama Kilby’ego Reynoldsa, a od sierpnia 1899 przez drukarza periodyku Johna A. Bowesa. W tym okresie wartościowe artykuły publikowali w piśmie przede wszystkim James Hannay, William Francis Ganong czy William Odber Raymond. Po okresie zawieszenia (ze względów finansowych) wydawanie zostało wznowione przez Johna A. Bowesa we wrześniu 1904 i kontynuowane do maja 1905; artykuły w tym okresie dotyczyły głównie współczesnych zagadnień politycznych w Saint John. Jedno z czasopism istotnych ze względu na odzwierciedlenie ówczesnego obrazu życia politycznego, społecznego i literackiego Kanady tego okresu.